# Piptocarpha angustifolia
O vassourão-branco (nome científico: Piptocarpha angustifolia) é uma espécie de asterácea. É endêmica do Brasil.

## Etimologia
O nome genérico Piptocarpha vem do grego piptein (cair) e karphe (brácteas da base do fruto); as brácteas da base do fruto caem cedo; o epíteto específico angustifolia, vem do latim angustus, porque as folhas são estreitamente lanceoladas.

## Descrição
Arvoreta a árvore perenifólia. As árvores maiores atingem dimensões próximas de 30 m de altura e 60 cm de DAP (diâmetro à altura do peito, medido a 1,30 m do solo), na idade adulta.
O tronco  é quase reto e de seção cilíndrica a irregular. O fuste mede até 15 m de comprimento. A base é normal nas árvores mais jovens e reforçada nas mais velhas.

## Distribuição
Esta espécie é endêmica do  Brasil, ocorre nos estados de Minas Gerais, São Paulo, Rio de Janeiro, Santa Catarina, Rio Grande do Sul e Paraná.